# Estebanía, Azua
Estebanía je manjše mestece nekaj kilometrov od mesta Azua de Compostela v provinci Azua v Dominikanski republiki. Leži nekaj kilometrov od še ene manjše občine, Las Charcas. Sama občina obsega 187,27 km².
Kot v večini mest Dominikanske republike je tudi tukaj najbolj priljubljen šport bejzbol. Okoliški otroci redno obiskujejo bejzbolsko mestno igrišče, kjer se igrajo sami ali kot ekipa.

## Zgodovina
Estebanía je občinski okraj mesta Azua de Compostela postala leta 1997, polnopravna občina province Azua pa je postala leta 2001.

## Gospodarstvo
Glavna gospodarska dejavnost občine je kmetijstvo. Mesto se gospodarsko razvija predvsem po zaslugi dominikanskih izseljencev v ZDA. Večina slednjih prebiva znotraj New Yorka, še posebej v četrtih Washington Heights, Bronx, Queens in predmestjih New Jerseyja in Long Islanda. Nezanemarljive so tudi skupnosti v Miamiju, Bostonu in drugih delih severovzhodnih ZDA.
Moško prebivalstvo mesta je pretežno kmečko, medtem ko so ženske skorajda izključno gospodinje. Gospe iz najrevnejših družin delajo tudi zunaj domače kuhinje, včasih kot poulične prodajalke zelenjave, včasih pa kot služkinje.